# ليام كرايغ
ليام كرايغ (بالإنجليزية: Liam Craig)‏ (27 ديسمبر 1987 بإدنبرة في المملكة المتحدة - ) هو لاعب كرة قدم بريطاني في مركز الوسط. لعب مع سانت جونستون ونادي فالكيرك ونادي هيبرنيان.

## وصلات خارجية
- ليام كرايغ على موقع إي إس بي إن إف سي (الإنجليزية)
- ليام كرايغ على موقع قاعدة بيانات كرة القدم.إي يو (الإنجليزية)
- ليام كرايغ على موقع Soccerbase.com (لاعب) (الإنجليزية)
- ليام كرايغ على موقع Soccerway.com (الإنجليزية)
- ليام كرايغ على موقع عالم كرة القدم.نت (الإنجليزية)